# Грінд
Грінд (рум. Grind) — село у повіті Хунедоара в Румунії. Входить до складу комуни Лепуджу-де-Жос.
Село розташоване на відстані 325 км на північний захід від Бухареста, 31 км на захід від Деви, 127 км на південний захід від Клуж-Напоки, 100 км на схід від Тімішоари.

## Населення
За даними перепису населення 2002 року у селі проживали 62 особи, усі — румуни. Усі жителі села рідною мовою назвали румунську.